# الخط 3 بيس لمترو باريس
الخط 3 بيس لمترو باريس  (بالفرنسية: Ligne 3 bis du métro de Paris) هو الخط الرابع من مجموعة خطوط مترو باريس الستة عشر. يقع في باريس في فرنسا. يربط بين محطة غالياني ومحطة بورت ليلا في شرق العاصمة.

طول الخط 1.3 كم ويتكون من 4 محطات فقط، وبهذا تكون الأقصر من مجموعة الخطوط والأقل إستعمالا ب1.3 مليون مسافر في 2003 ونقل في 2009 حوالي 98 مليون مسافر وذلك مع الخط 3. تم إنشائه في 1910 في إطار تمديد للخط 3، وتم في 1971 فصله ليكون مستقلا.

## التاريخ

### السياق التاريخي
- 27 نوفمبر 1921: فتح القسم الرابط بين غامبيتا وبورت ليلا من الخط 3 والحافلة الرابطة بين الخط 3 و7.
- 3 سبتمبر 1939: توقف الحافلة الرابطة.
- 27 مارس 1971: فصل قسم غامبيتا وبورت ليلا وجعله مستقلا عن الخط 3.

## التخطيط والمحطات

### قائمة المحطات
|           | المحطة                 | البلدية            | الخطوط والشبكات المتصلة |
| --------- | ---------------------- | ------------------ | ----------------------- |
|           | غامبيتا                | باريس (الدائرة 20) |                         |
| بالبور    | باريس (الدائرة 20)     |                    |                         |
| سان فارجو | باريس (الدائرة 20)     |                    |                         |
| بورت ليلا | باريس (الدائرة 19 و20) |                    |                         |

## مقالات ذات صلة
- تطوير محطات مترو باريس
- قائمة محطات مترو باريس
- النقل العام في إيل دو فرانس
- باريس

## روابط خارجية
- الموقع الرسمي للهيئة الذاتية للنقل في باريس.